# Фининген (Баварска)
Фининген (њем. Finningen) општина је у њемачкој савезној држави Баварска. Једно је од 27 општинских средишта округа Дилинген ан дер Донау. Према процјени из 2010. у општини је живјело 1.660 становника. Посједује регионалну шифру (AGS) 9773150.

## Географски и демографски подаци
Фининген се налази у савезној држави Баварска у округу Дилинген ан дер Донау. Општина се налази на надморској висини од 495 метара. Површина општине износи 27,8 km². У самом мјесту је, према процјени из 2010. године, живјело 1.660 становника. Просјечна густина становништва износи 60 становника/km².